# Герхард Баркхорн
Герхард „Герд“ Баркхорн (на немски: Gerhard Barkhorn) е вторият по резултатност пилот-ас на Луфтвафе след Ерих Хартман. Има над 1104 бойни полета и има 301 бала от сваляне или повреда на противникови самолети  на германо-съветския фронт, в състава на знаменитата 52-ра ескадра (JG 52).

## Биография

### Ранен живот и постъпване в армията
Герхард Баркхорн е роден на 30 март 1919 г. в Кьонигсберг, Източна Прусия. През 1937 г. се присъединява към немското Луфтвафе.

### Втора световна война (1939-1945)
По време на Въздушната битка за Британия лети с JG 2 където, не само че не постига никаква победа, ами в продължение на няколко дни е свален два пъти. Единият път е улучен в масления радиатор от един „Спитфайър“. С труд и мъка успява да задържи своя Ме 109 над Дувърските скали и поема над Канала към дома, когато е атакуван повторно, при което машината му е довършена. Баркхорн я изтегля нагоре за да скочи с парашут. За щастие един от ескадрилните му другари наблюдава падането му във водата и изпраща военен катер за спасяването му. Баркхорн е изваден от водата тъкмо навреме, тъй като един английски морски спасителен катер вече се е устремил към него! След този, за щастие без последствия, инцидент Баркхорн никога вече не прибягва до помощта на парашута, а предпочита да остане в ударената машина и да я приземи по корем. Осем пъти му се налага да върши това за времето, през което е на фронта.
През август 1940 г. Баркхорн пристига в група ІІ/JG 52. Едва при 120-ия си боен полет, на 2 юли 1941 г., постига първата си победа. Той действително е „най-късно развилият се“! На 23 август 1942 г. оберлейтенантът получава Рицарския кръст за 59-ата си победа, а пет месеца по-късно сваля 100-тния си противник. На 11 януари 1943 г. по случай 120-а си победа е удостоен с Дъбовите листа, а на 30 ноември става петият летец-изтребител, постигнал 200 победи. Трети поред, на 13 февруари 1944 г. к-н Баркхорн докладва 250-а си победа, за което на 2 март е отличен с Мечовете към Рицарския кръст. След това групенкомандор Герхард Баркхорн става най-резултатният изтребител в Луфтвафе, плътно следван от Ерих Хартман. На 1 май е повишен в чин майор.
Веднъж, през лятото на 1944 г., Баркхорн се завръща от боен полет, който е шести за деня. Виждайки голяма група руски бомбардировачи, с боен завой се устремява в атака. Изтощението си казва думата и той забравя да изпълни основното изтребително правило: винаги се оглеждай след себе си. Отзад и отгоре се приближава една „Аерокобра“, която надупчва Ме 109 с картечен и оръдеен огън. С ранявания в десния крак и ръка, Баркхорн прекарва 4 месеца в болница. За това време Хартман настига победите му и излиза напред в класацията, като успява да запази първенството до края на войната. Спекулира се с това дали евентуално в „Аерокобрата“ не е седял руският ас Александър Покришкин и Баркхорн не е една от 59-те му победи.
Когато през есента на 1944 г. Баркхорн се завръща от болницата на фронта, неговата част е прехвърлена междувременно в Унгария. През януари 1945 г. той става комодор на JG 6 „Хорст Весел“. Към края на войната лети в Галандовия JV 44 на Ме 262.

### След военни години (1956-1976)
В следвоенните ВВС на Германия Бундеслуфтвафе той е комодор на съединение от реактивни изтребители. Преминал в оставка като генерал-лейтенант, на 8 януари 1983 г. става жертва на трагична транспортна злополука. Погребан е заедно с жена си в гробището в град Тегернзе, Бавария